# Cyclodomorphus celatus
Cyclodomorphus celatus — вид сцинкоподібних ящірок родини сцинкових (Scincidae). Ендемік Австралії.

## Поширення і екологія
Cyclodomorphus celatus мешкають на західному узбережжі Західної Австралії, від Гналару на до річки Свон, а також на сусідніх островах. Вони живуть на луках і в чагарникових заростях, що ростуть на пісковикових і вапнякових ґрунтах, та серед піщаних дюн.